# In Utero
In Utero, que en català vol dir dins l'úter, és el tercer i últim àlbum d'estudi del grup estatunidenc d'estil grunge, Nirvana, llançat el 21 de setembre del 1993 per DGC Records. Nirvana pretenia que aquest enregistrament sonés diferent en comparació amb l'acurada producció del seu àlbum anterior, Nevermind (1991). Amb la finalitat d'aconseguir un so més natural i aspre, el grup va contractar el productor Steve Albini per tal de gravar In Utero durant dues setmanes el mes de febrer del 1993, als Pachyderm Studio. L'enregistrament fou ràpid i amb pocs trucs d'estudi. Les lletres de les cançons i la presentació de l'àlbum incorporaven imatges mèdiques que transmetien els punts de vista del líder, en Kurt Cobain, la seva vida personal, la seva paternitat recent i la nova fama del grup.
Al cap de poc temps d'acabar l'enregistrament, van començar a córrer brames a la premsa sobre la possibilitat que DGC no publiqués l'àlbum amb el so original, ja que consideraven que el resultat no tenia viabilitat comercial. Tot i que els Nirvana ho negaren públicament, el conjunt no estava totalment satisfet amb el resultat sonor d'Albini, qui va rebutjar modificar encara més el disc. Per això el conjunt va contractar en Scott Litt, que va fer canvis menors en el so i va remesclar les cançons Heart-Shaped Box i All Apologies.
Tot i que In Utero no es va vendre tant com Nevermind, de seguida va entrar en el número 1 del Billboard 200 i va ser elogiat per la crítica a causa del canvi dràstic d'estil comparat amb l'àlbum anterior. L'enregistrament va ser premiat fins a cinc vegades amb el disc de platí per la RIAA, en vendre més de cinc milions de còpies als Estats Units. Se'n varen vendre quinze milions arreu del món.

## Antecedents
Els Nirvana van irrompre en l'escena musical comercial l'any 1994 amb Nevermind, el seu segon àlbum d'estudi —i debut en una gran discogràfica. Malgrat les previsions de vendes modestes —el segell de la banda, DGC Records, va calcular que se'n vendrien unes 250.000 còpies— Nevermind va ser en un èxit comercial sense precedents. Se'n van vendre milions de còpies, i arran d'això, es va fer molt popular el moviment grunge de Seattle i el rock alternatiu en general. No obstant això, els membres dels Nirvana —el cantant i guitarrista Kurt Cobain, el baixista Krist Novoselic i el bateria Dave Grohl— van expressar, al cap d'un temps, la seva disconformitat amb el so de l'exitós àlbum. Trobaven que la producció era massa polida. A principi de 1992, Cobain va afirmar a la revista Rolling Stone que estava segur que el següent àlbum de la banda mostraria «els dos extrems» del seu so, i va revelar que «unes cançons seran més crues i les altres seran més dolces. No serà un disc tan unidimensional com ho és Nevermind». En Cobain volia començar a treballar en el nou àlbum cap a l'estiu del 1992, però va ser impossible per als membres del grup, que vivien en ciutats diferents. A més, en Cobain esperava una filla de la Courtney Love, la Frances Bean. DGC esperava tenir l'àlbum nou a final del 1992, però al procés creatiu encara li mancava camí per fer, així que el segell va decidir llançar l'àlbum recopilatori Incesticide el mes de desembre del 1992.

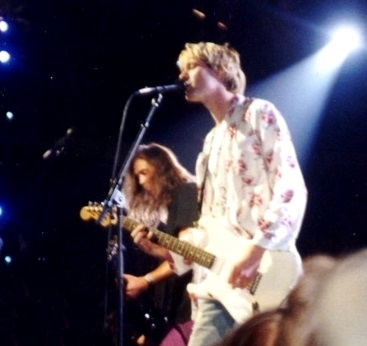
Kurt Cobain i Krist Novoselic (al fons) actuen en directe a la cerimònia dels MTV Video Music Awards el setembre del 1992. Poc temps després, Nirvana va enregistrar les primeres mostres que després van ser enregistrades de nou per a In Utero.

En una entrevista a la revista Melody Maker publicada el juliol del 1992, en Cobain assegura al periodista Everett True que estava interessat a enregistrar amb en Jack Endino (qui ja havia produït l'àlbum de debut de la banda, Bleach, el 1989) i l'Steve Albini (antic capdavanter de la banda de noise rock Big Black i productor de diversos llançaments indie). En Cobain va dir que triaria el millor material de les sessions d'enregistrament per a incloure'l en el següent àlbum del conjunt. A l'octubre del 1992, els Nirvana van enregistrar diverses cançons (majoritàriament instrumentals) en una sessió de mostra, amb Endino, a Seattle. Molts d'aquests temes foren enregistrats un altre cop per a In Utero.'Endino va recordar que la banda no li havia demanat produir el proper àlbum, però va assenyalar que els membres de la banda debatien constantment sobre si treballar amb l'Albini. Els Nirvana van enregistrar una altra sèrie de mostres mentre eren de gira al Brasil, el gener del 1993. Un dels enregistraments d'aquesta sessió va donar com a fruit la improvisada Gallons of Rubbing Alcohol Flow Through the Strip, que es va incloure en les edicions no nord-americanes de In Utero com a pista amagada.
Finalment els Nirvana van triar Albini per a l'enregistrament del tercer àlbum. El productor tenia bona reputació en l'escena musical independent dels estats units. Mentre que encara s'especulava amb si la banda triaria a l'Albini per a l'enregistrament i comptant amb les seves credencials underground, en Cobain va dir a la revista Request el 1993 que «hi volia treballar perquè havia produït dos dels meus discs predilectes, Surfer Rosa [[[Pixies]]] i Pod [[[The Breeders]]]». Inspirat per aquells discs, en Cobain volia fer servir la tècnica d'Albini, que consistia a capturar l'ambient natural d'una habitació mitjançant la col·locació i l'ús de diversos micròfons. Els anteriors productors dels Nirvana s'havien oposat a fer servir aquesta tècnica. Mesos abans, el conjunt va acostar-se a n'Albini per l'enregistrament, llavors varen començar a córrer brames que deien que el productor anunciaria l'enregistrament de l'àlbum. L'Albini va negar els rumors a la premsa musical del Regne Unit i va desmentir cap implicació en l'àlbum nou dels Nirvana. Només va reconèixer que havia rebut una trucada dels gerents del grup uns dies abans de començar el projecte. Tot i que l'Albini considerava als Nirvana com els «R.E.M. amb efecte de fuzz» i «una versió mediocre de l'anomenat so de Seattle», va dir-li al biògraf dels Nirvana, en Michael Azerrad, que va acceptar perquè li sabia greu pels membres del conjunt, als qui considerava «aquell tipus de persones que són com la resta de grups de baixa categoria amb els quals treballo». Abans de començar a enregistrar, el grup va enviar a l'Albini una cinta amb mostres que havien fet al Brasil. N'Albini va retornar-li a en Cobain una còpia del disc de PJ Harvey Rid of Me per a donar-li una pista de com sonaria l'estudi on l'enregistrarien.

## L'enregistrament
Els membres del grup i l'Albini van guardar-se dues setmanes per a l'enregistrament del disc. Com que l'Albini era reticent al fet que hi hagués possibles influències de DGC, va suggerir al grup que ells mateixos paguessin les sessions. Així ho varen fer i el cost de l'estudi va arribar als 24.000 dòlars. L'Albini va cobrar 100.000 dòlars per prestar els seus serveis. No va cobrar un tant per cent de les vendes, tot i que la companyia d'administració dels Nirvana, Gold Mountain, així li ho suggeria. Si ho hagués acceptat hauria pogut arribar a cobrar uns 500.000 dòlars pels drets d'autor. L'Albini no va voler seguir aquest sistema, tot i que era habitual entre els productors musicals, ja que ho considerava immoral i "un insult per a l'artista".

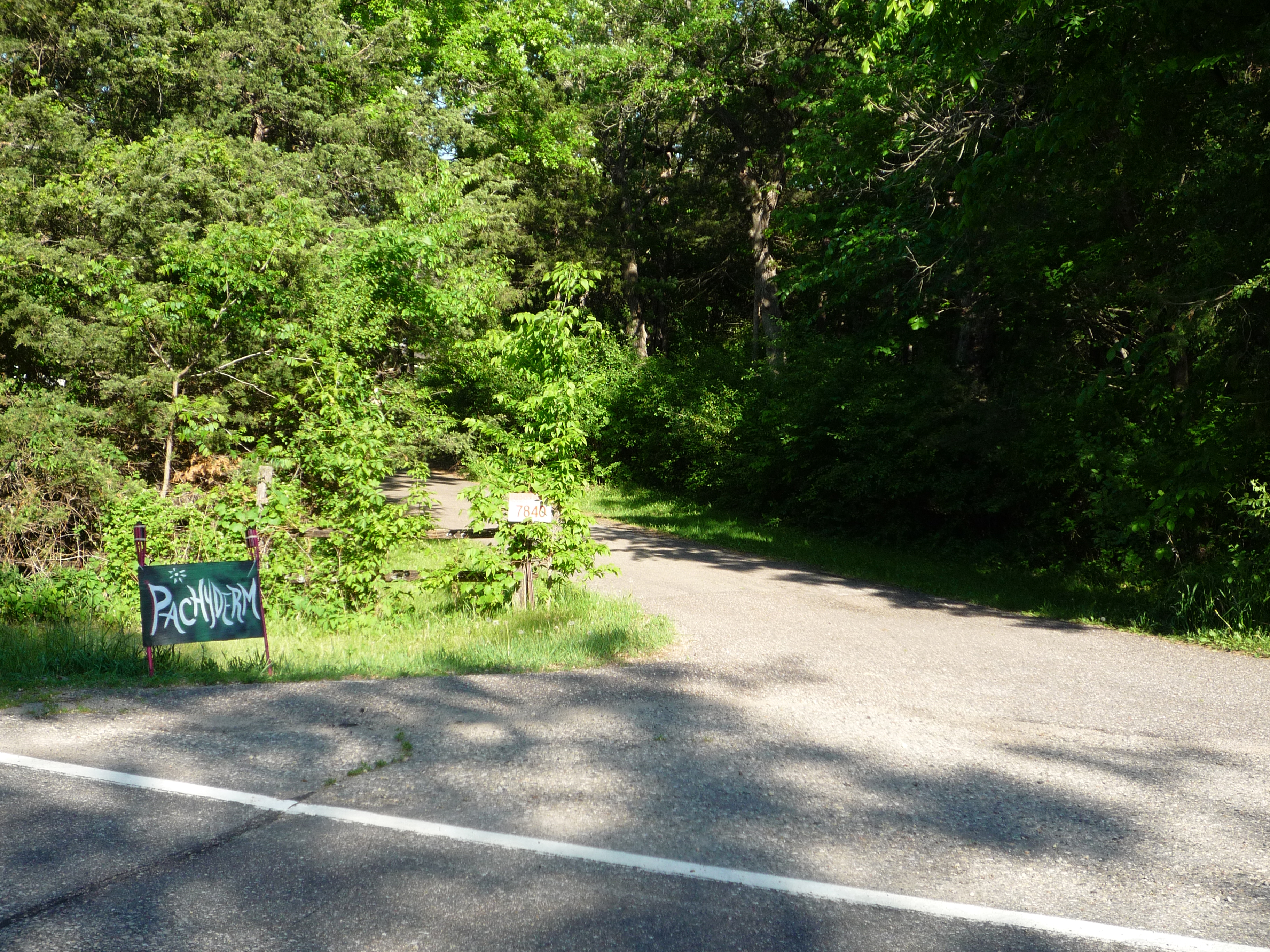
Entrada del Pachyderm Studio a Cannon Falls, Minnesota, lloc on el conjunt va enregistrar les sessions per a In Utero.

El febrer del 1993, els Nirvana va traslladar-se al Pachyderm Studio de Cannon Falls, a Minnesota, per començar a enregistrar el disc. L'Albini no es va reunir amb els membres del grup fins al primer dia de l'enregistrament, tot i que ja havia xerrat amb ells per a conèixer de primera mà el tipus de disc que desitjaven. Va veure que «volien fer el tipus d'àlbum amb el qual em trobo més còmode treballant». Els Nirvana es van allotjar en una casa del recinte de l'estudi mentre va durar l'enregistrament. En Novolesic va comparar l'aïllament amb el gulag, i hi va afegir «fora, tot era nevat, no podíem anar enlloc, només podíem treballar». Durant la majoria de sessions, els membres del grup eren les úniques persones presents, a part d'Albini i en Bob Weston, el tècnic. El grup va deixar clar a DGC i a Gold Mountain que no volien intrusions de cap tipus mentre es produís el disc. Fins i tot podien arribar a trencar els acords amb el segell discogràfic, en cas que no es respectés aquesta condició. Per mantenir ben lluny als gerents del grup i als representants discogràfics, l'Albini va instaurar una política estricta que consistia a ignorar qui no fos membre del grup. El productor va dir a tothom que envoltava el grup però que no en formava part que «eren els sacs de merda més grossos que mai havia vist».
L'enregistrament va començar a poc a poc, però va ser més intens en els moments finals. El grup va arribar a l'estudi Pachyderm sense equip de so, que va trigar tres dies a arribar per correu. Tot i això, van començar a enregistrar el 13 de febrer amb celeritat. Gairebé cada dia. Començaven a enregistrar cap al migdia, feien pauses per a dinar i sopar i seguien treballant fins passades les 12 de la nit. En Cobain, en Novoselic i en Grohl varen enregistrar les bases instrumentals tots junts. El grup va fer servir aquest sistema a totes les cançons, exceptuant les cançons Very Ape i Tourette's, en les quals la bateria es va enregistrar a part dins una cuina que hi havia a prop perquè tenia una reverberació natural. L'Albini va posar uns 30 micròfons a la bateria d'en Grohl. En Cobain va afegir les guitarres a la meitat de les cançons, després va fer els solos de guitarra i al final, les veus. El grup no va descartar gairebé res, es va mantenir quasi tot el que hi havia enregistrat a la cinta. L'Albini sentia que més aviat era un enginyer de so i no pas un productor i, tot i la seva opinió, va deixar que el grup prengués les decisions finals sobre les preses bones. Digué que «en general, en Cobain sap el que creu que és passable i el que no... pot prendre mesures per a millorar allò que pensa que és bo o no». En Cobain, segons va dir, va enregistrar totes les veus en sis hores i el grup va acabar l'enregistrament en sis dies. Al principi en Cobain no estava d'acord amb l'Albini, qui suposadament li va dir que «era un imbècil sexista». Tot i això va qualificar el procés com «l'enregistrament més fàcil que hem fet mai». L'única polèmica que hi va haver els dies d'enregistrament va passar al cap d'una setmana de començar les sessions, quan la Courtney Love va presentar-se a l'estudi perquè trobava a faltar en Cobain. Tant el grup com Love i l'Albini no han volgut explicar-ne els detalls, però la xicota d'en Weston, qui fou la cuinera a l'estudi, va declarar que Love creà tensió en criticar la feina d'en Cobain i enfrontant-se a tots els qui eren allí.
El procés de mescles per a l'àlbum es va fer en cinc dies. Aquest període era molt minso en comparació al que acostumaven a trigar els Nirvana, però no ho era per l'Albini, que solia barrejar àlbums complets en un o dos dies. A vegades, quan la feina feta en la mescla d'una cançó no tenia els efectes desitjats, el grup i n'Albini es prenien la resta del dia lliure per veure vídeos de natura o per fer bromes telefòniques i divertir-se. Les sessions van acabar el 26 de febrer.

## Música i lletres

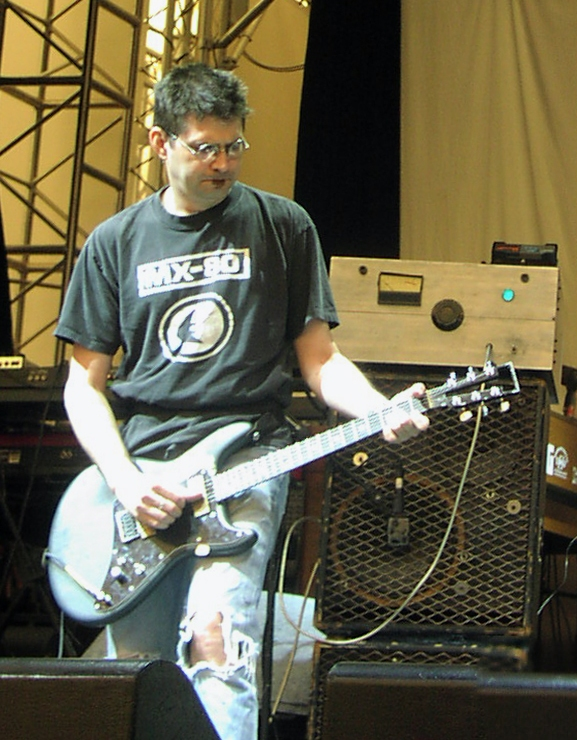
Els Nirvana van comptar amb Steve Albini per a produir l'àlbum.

L'Albini va intentar produir un àlbum en el qual res no sonés igual que a Nevermind. Notava que el so d'aquell reeixit àlbum era «el tipus d'enregistrament estàndard que es converteix en una mescla de ràdio formula molt controlada i comprimida […] Això no diu res de bo, al meu entendre, d'un grup de rock». En comptes d'això, la intenció era capturar un so més natural i visceral. L'Albini va defugir de fer servir la tècnica de doblar les pistes —una tècnica d'enregistrament en la qual el vocalista canta de fons sobre la seva veu— amb en Cobain i va optar per enregistrar-lo cantant només dins una habitació amb ressonàncies. El productor va fer destacar la intensitat de la veu del cantant en algunes cançons i va assegurar que «era una veu realment seca i forta al final de "Milk It" […] i també al final de "Rape me", en què en Cobain volia sonar fort, cridant com si ho fes tot el grup». L'Albini va aconseguir el so dispers de la bateria que sona en l'àlbum col·locant diversos micròfons al voltant de l'habitació on en Grohl tocava, així en va aprofitar la reverberació natural. L'Albini va explicar que «si hi ha un bon bateria, el poses davant d'un instrument amb una bona acústica i ho enregistres tot; llavors, hauràs fet la teva feina.»
L'Azerrad va afirmar en la biografia de 1993, Come As You are: The Story of Nirvana, que la música de In Utero mostrava les sensibilitats divergents d'aspror i d'accessibilitat que reflectien les transformacions experimentades per en Cobain abans d'acabar l'àlbum. El periodista va escriure: «La beatlesca Dumb conviu feliçment amb el frenètic grafit punk Milk It, mentre que All Apologies està a anys llum de l'enfurismat Scentless Apprentice. És com si en Cobain hagués renunciat a provar de fusionar els instints punk i pop en un tot harmoniós. Oblida-te'n. Això és la guerra». En Cobain creia, no obstant això, que In Utero no era «ni més dur ni més emocional» que cap altre dels àlbums dels Nirvana. En Novoselic va coincidir amb l'Azerrad en què la música de l'àlbum s'havia inclinat més cap «el costat més artístic i agressiu» del grup. El baixista va dir que «sempre hi ha hagut cançons dels Nirvana com About a Girl" i d'altres de diferents com ara Paper Cuts... Nevermind va sortir més semblant a About a Girl i In Utero va sortir més semblant a Paper Cuts». En Cobain va citar la cançó Milk It com un exemple del nou camí emprès per la banda, més experimental i agressiu, en la qual el grup s'havia endinsat en els mesos anteriors, en les sessions del Pachyderm Studio. En Novoselic qualificà els senzills Heart-Shaped Box i All Apologies com a «portes per a entrar en el so més aspre de la resta de l'àlbum» i el periodista Jim DeRogatis va assegurar que «quan els oïdors escoltin l'àlbum descobriran el so agressiu i salvatge d'un disc veritablement alternatiu».
Diverses de les cançons de In Utero s'havien escrit anys abans. Algunes es remuntaven al 1990. Amb cançons com ara Frances Farmer Will Have Her Revenge on Seattle, en Cobain va afavorir l'ús de títols més llargs en contrast amb les bandes de rock alternatiu coetànies que feien servir títols senzills i curts per a les cançons. En Cobain va continuar treballant en les lletres mentre enregistraven al Pachyderm Studio. No obstant això, el líder dels Nirvana va afirmar a Spin, el 1993, que a diferència de Bleach i Nevermind, les lletres eren «més concretes, estan gairebé compostes sobre la temàtica». En Michael Azerrad va assegurar que les lletres de In Utero eren menys impressionistes i més sinceres que en anteriors cançons dels Nirvana. El periodista va apuntar, també, que «pràcticament cada cançó conté algun esment a malalties». En Cobain es va inspirar en els llibres que havia llegit per fer algunes de les cançons de l'àlbum. Frances Farmer Will Have Her Revenge on Seattle va provenir del llibre Shadowland, una biografia de l'actriu Frances Farmer, del 1978, per la qual en Cobain va quedar fascinat quan la va llegir a l'institut. La cançó Scentless Apprentice la va escriure en referència al Perfum, una novel·la històrica de terror que tracta d'un aprenent de perfumista que va néixer sense cap tipus d'olor corporal però que va desenvolupar un sentit de l'olfacte sorprenent i va intentar crear el perfum definitiu. Va assassinar una dona verge i en prengué l'olor corporal.
En Cobain va declarar a una entrevista a The Observer el 1993 que «en la seva major part [de In Utero], és molt impersonal». El compositor i cantant va afirmar també, en una entrevista a la revista Q, el mateix any, que l'abundància d'esments de nens i naixements en l'àlbum, alhora que la paternitat recent, eren simples coincidències. No obstant això, l'Azerrad va explicar que gran part de l'àlbum conté temàtiques personals, i va observar que en Grohl tenia una impressió similar. El bateria va dir que «moltes de les coses que diu estan relacionades amb tota la merda per la qual ha passat. Ja no hi ha més angoixa adolescent. És alguna cosa diferent: és l'angoixa de l'estrella del rock». En Cobain va restar importància als esdeveniments recents «en veritat no he tingut una vida tan excitant», i va dir a l'Azerrad que no volia escriure una cançó que expressés explícitament la seva ira contra els mitjans. Tot i això, l'escriptor va considerar que "Rape me" semblava aconseguir precisament d'expressar-ho. En Cobain va dir que la cançó l'havia compost força abans que els problemes d'addicció amb les drogues que tenia fossin públics, per la qual cosa va estar d'acord que la cançó pogués ser interpretada des d'aquest punt de vista. Serve the Servants conté comentaris sobre la vida d'en Cobain, tant com de la seva infància com de l'etapa adulta. Les primeres línies de la cançó «Teenage angst has paid off well / Now I'm bored and old» (l'angoixa adolescent ha valgut la pena, sí/però ara estic avorrit i sóc vell) eren una referència a l'estat mental d'en Cobain just en l'auge dels Nirvana. El cantant va desplaçar l'interès dels mitjans de comunicació amb el divorci dels seus pares. En la tonada hi canta «That legendary divorce is such a bore» (aquest divorci llegendari és un avorriment) i es refereix al seu pare amb la frase «I tried hard to have a father / But instead I had a dad / I just want you to know that I don't hate you anymore / There is nothing I could say that I haven't thought before» (em vaig esforçar a tenir un pare, però en lloc d'això vaig tenir un papà. Només vull que sàpigues que ja no t'odio. No hi ha res del que pugui dir ara que no hagi pensat abans). En Cobain va dir que volia que el seu pare sabés que no l'odiava, només passava que no volia parlar-hi.

## Disseny i títol
Al començament, en Cobain volia titular-lo I Hate Myself and I Want to Die (m'odio i vull morir-me), una frase que ja havia sortit en el seu dia a dia a mitjan 1992. Llavors el cantant responia amb aquesta frase a qui li preguntés com estava. En Cobain va pensar en el títol del disc com una broma i va declarar que es trobava «cansat de prendre's el grup tan seriosament i que tothom se'l prengués tan seriosament». En Novoselic va convèncer el seu company per canviar el títol del disc, tenia por que la broma fos mal interpretada. El grup ho va considerar i es decantaren pel nom de Verse Chorus Verse —igual que la cançó Verse Chorus Verse—, o per un nom anterior, Sappy. Finalment, però, es van decidir per In Utero, que era el nom d'un poema que la Courtney Love havia escrit.
La direcció artística de In Utero va anar a càrrec d'en Robert Fisher, qui havia dissenyat tots els llançaments dels Nirvana a DGC. La majoria d'idees per al disseny de l'àlbum i els senzills derivats van ser d'en Cobain. En Fisher va reiterar que «en Cobain només em va donar pautes soltes i conclusions i digué "Fes-ne alguna cosa "». La portada de l'àlbum és la imatge d'un maniquí anatòmic transparent amb unes ales d'àngel sobreposades. En Cobain va fer el collage de la contraportada, que va descriure com a «Sexe i dona i In Utero i vagines i naixement i mort», que consisteix en models de fetus i parts del cos sobre d'un llit d'orquídies i lliris. Van col·locar el collage al terra de l'habitació d'en Cobain i en Charles Peterson el va fotografiar després d'una inesperada trucada del cantant. La llista de cançons i els símbols reil·lustrats de The Woman's Dictionary of Symbols and Sacred Objects de Barbara G. Walker es varen posar a les vores del collage.

## Controvèrsia de la producció i remescla
En acabar l'enregistrament, els Nirvana van enviar les cintes sense masteritzar a diverses persones, també al president de Geffen Records, Ed Rosenblatt, i a la companyia que administrava el grup, Gold Mountain. Quan els van preguntar per les reaccions que havien tingut, en Cobain va dir a en Michael Azerrad que «als adults no els agrada». Van dir al cantant que la composició era massa ràpida, que el so era insuportable i que generava incertesa, ja que no era segur que les emissores de ràdio comercial acollissin el so de les produccions d'Albini. Hi havia un grup petit de persones a Geffen o Gold Mountain que volien que la banda enregistrés amb l'Albini, i en Cobain va sentir que rebia un missatge no escrit per a parar les sessions d'enregistrament i tornar a començar. En Cobain se sentia molest i digué a l'Azerrad: «Hauria de tornar a enregistrar el disc i fer el mateix de l'any passat quan ho vam vendre tot. Ara no hi ha cap raó per a redimir-nos com artistes que som. No puc pas evitar-ho, vull treure un disc dels que m'agradaria escoltar a casa». Tot i això, a diversos amics sí que els va agradar el disc i a l'abril del 1993 els Nirvana tenien la intenció de llançar al mercat In Utero tal com estava. Segons en Cobain «per descomptat que volien un altre Nevermind, però preferiria morir-me abans que tornar-lo a fer. Aquest és el tipus de disc que em compraria si fos seguidor del grup. Gaudiria de tenir-lo».
Els membres del grup van començar a dubtar sobre el so del disc. En aquells moments en Cobain admeté que «la primera vegada que el vaig escoltar a casa em vaig adonar que hi havia alguna cosa malament. La primera setmana no tenia interès a escoltar-lo, i això no m'acostuma a passar. El disc no m'emocionava en cap sentit, estava entumit». El grup va concloure que el baix i les lletres no se sentien bé i varen consultar a n'Albini per remesclar el disc. El productor s'hi va negar en rodó. Tal com va reiterar, «[en Cobain] volia fer un disc per poder-lo tirar sobre una taula i dir-te, "escolta-ho, jo sé que això és bo i les teves cabòries al respecte no tenen sentit, així doncs, som-hi". No crec pas que en Cobain hagi sentit això encara […] El meu problema era la temença d'un terreny relliscós». El grup va intentar arreglar allò que el preocupava del disc en el procés de masterizació amb en Bob Ludwig a l'estudi de Portland, Maine. En Novoselic en va quedar content, en canvi en Cobain encara no estava convençut que el so fos perfecte.
No gaire temps després, a l'abril del 1993, l'Albini va dir al Chicago Tribune que tenia dubtes sobre si Geffen trauria al mercat el disc acabat. Anys després, va indicar que havia xerrat des de la ignorància, ja que no va ser-hi quan el grup va discutir amb la casa discogràfica. «Tot el que sé és […] que vam fer el disc i tothom n'estava cofoi. Unes setmanes després vaig sentir que no es podia llançar i que s'havia de tornar a fer». Tot i que les afirmacions de n'Albini a l'article no van tenir una resposta immediata del grup o de la discogràfica, Newsweek va publicar un article semblant que sí que en va rebre. Els Nirvana van negar cap pressió de la discogràfica per canviar el so del disc en una carta al Newsweek on es deia que l'autor de l'article havia «ridiculitzat la nostra relació amb el segell a partir d'informacions errònies». El grup va imprimir la carta en un anunci de pàgina sencera a Billboard. En Rosenblatt va insistir, mitjançant una nota de premsa, que Geffen hauria acceptat tot allò que el grup els enviés. Fins i tot el fundador del segell, en David Geffen, va trucar a Newsweek personalment per a queixar-se de l'article.
Els Nirvana van voler aprofundir més en les cançons enregistrades, per la qual cosa van considerar de treballar amb el productor Scott Litt i remesclar algunes cançons amb l'Andy Wallace (que ja havia fet mescles a Nevermind). L'Albini no hi estava d'acord i va dir que tenia un acord amb la banda que no permetia modificar les cançons sense la seva participació. Així, n'Albini es va negar, en principi, a lliurar les cintes mestres a Gold Mountain, però va cedir després d'una trucada d'en Novoselic. El grup va decidir de no treballar amb en Wallace. Van triar remesclar i augmentar les cançons Heart-Shaped Box i All Apologies amb en Litt al Bad Animals Studio de Seattle el maig del 1993. Una de les cançons, I Hate Myself and Want to Die, va ser suprimida de la llista de cançons definitiva. En Cobain va creure que hi havia massa cançons sorolloses en l'àlbum. La resta del material va quedar igual, exceptuant-ne la remasterització, que va fer el baix més agut i va incrementar el volum de les veus en, aproximadament, tres decibels. L'Albini es va mostrar crític amb la mescla final de l'àlbum i va dir: «Sobre el resultat final, en el disc que hi ha a les botigues, no hi sona el que jo volia que hi sonés en el disc. Cal dir que sí, que són ells cantant i tocant les seves cançons, però es nota en la qualitat musical final».

## Llançament i acollida
DGC va optar per una promoció modesta de In Utero. El responsable de màrqueting de la companyia va dir a Billboard, abans del llançament de l'àlbum, que el segell seguia una estratègia de promoció similar a la de Nevermind. Va explicar que la discogràfica «ho llançaria i s'apartaria del mig». El segell va dirigir la promoció cap a mercats i premsa alternativa, i va llançar l'àlbum en format vinil com a part de l'estratègia. A diferència de l'àlbum anterior, DGC no va llançar comercialment cap senzill de In Utero als Estats Units. La discogràfica va enviar còpies promocionals del primer senzill de l'àlbum, Heart-Shaped Box, a emissores de ràdio universitàries, de rock modern i album oriented rock a començament del setembre, però va decidir no fixar-se com a objectiu d'entrar en les emissores del Top 40. Malgrat la promoció de l'àlbum, la banda estava convençuda que In Utero no aconseguiria repetir l'èxit de Nevermind. En Cobain va assegurar a Jim DeRogatis que «estem segurs que no en vendrem tants, però tant ens fa això, perquè aquest disc ens encanta».

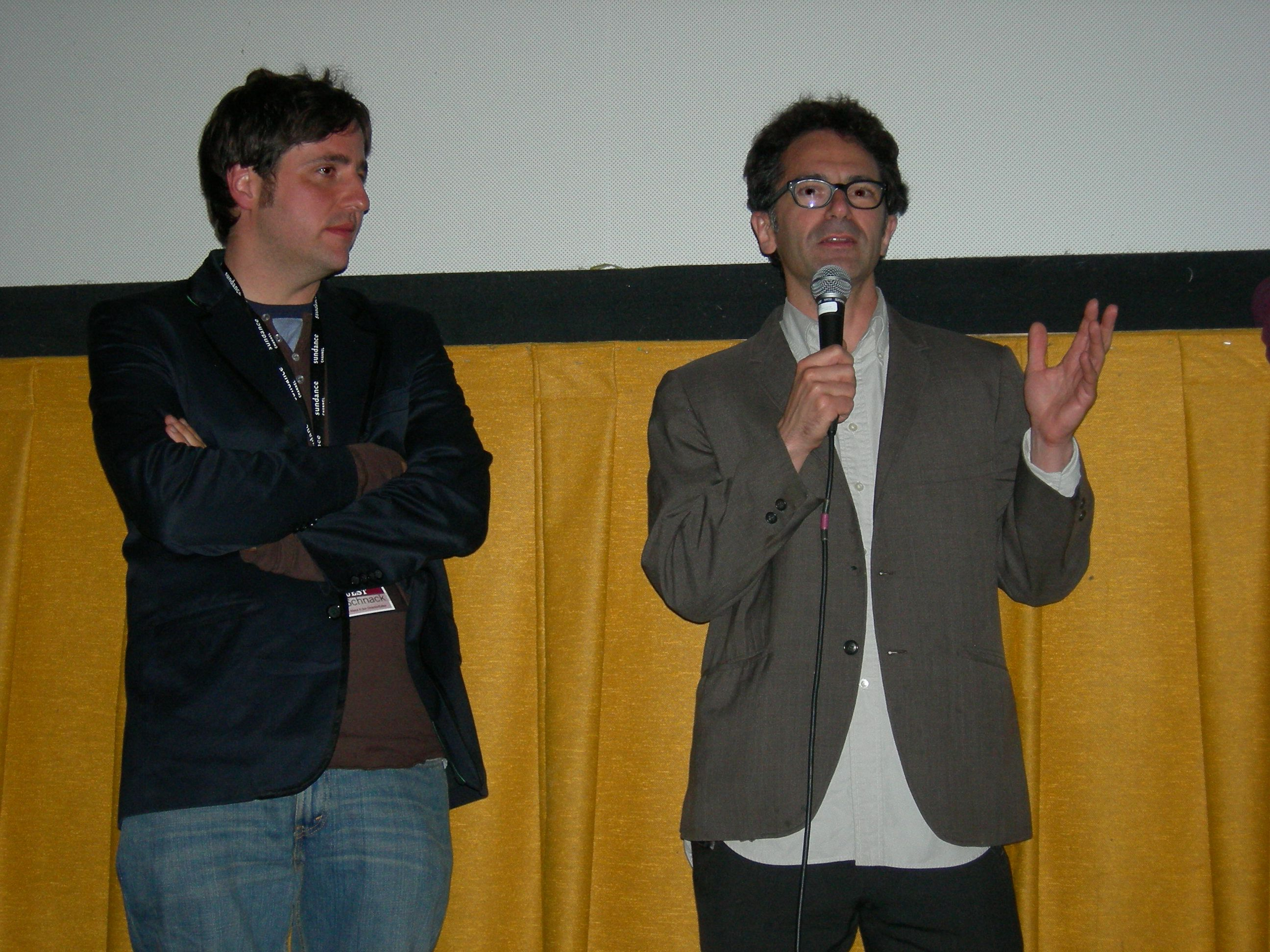
AJ Schnack (a l'esquerra), director del documental de l'any 2006 Kurt Cobain: About a Son, i el periodista Michael Azerrad (a la dreta). L'Azerrad fou una de les persones més properes a en Kurt Cobain durant la carrera musical dels Nirvana i en el procés d'enregistrament de In Utero.

In Utero es va estrenar el 13 de setembre del 1993 al Regne Unit i, un dia després, als Estats Units. En principi l'àlbum només era disponible en format vinil i casset. El vinil de l'edició nord-americana era limitat a 25.000 còpies. Tot i que l'àlbum es va llançar en disc compacte el 14 de setembre al Regne Unit, l'edició internacional no va sortir fins al 21 de setembre. In Utero va debutar en el número u de la llista d'àlbums del Billboard 200, en vendre 180.000 còpies durant la primera setmana al mercat. Mentrestant, les cadenes de botigues al detall com ara Wal-Mart i Kmart van refusar de vendre l'àlbum. Segons The New York Times, Wal-Mart va assegurar que no van comercialitzar l'àlbum per falta de demanda del públic, mentre que els representants de Kmart van explicar que l'àlbum «no encaixava en la nostra línia de productes». En realitat, tots dos establiments tenien por que els clients es poguessin ofendre pel disseny de la contraportada. DGC va llançar una nova versió de l'àlbum redissenyada que el març del 1994 ja era a les botigues. Aquesta versió incloïa un disseny diferent i la cançó Rape me (viola'm) va passar a dir-se Waif me (deixa'm). Un portaveu dels Nirvana va comunicar que el grup havia decidit canviar la contraportada perquè, quan eren nens, en Cobain i en Novoselic només podien comprar música en aquestes cadenes d'establiments, per això «realment volien que la seva música estigués disponible per als nens que no tenien l'oportunitat d'anar a les botigues locals».
In Utero va tenir el reconeixement de la crítica. En Christopher John Farley, de la revista Time, va dir en la seva valoració del disc que «Tot i la por que alguns seguidors de la música alternativa tenien, els Nirvana no s'han convertit en mainstream, sinó que pot ser que aquest disc tan potent forci al gran públic a anar cap als Nirvana». El crític de la revista Rolling Stone, en David Fricke, va escriure que «In Utero és una pila de coses — brillant, corrosiu, enfurismat i reflexiu. En la majoria de casos, ho és tot a la vegada. Però més que res, és el triomf d'una voluntat». El crític d'Entertainment Weekly, en David Browne, comentà que «en Kurt Cobain ho odia tot», i que el «disc és impregnat de sentiments». Segons en Browne «de vegades la música és hipnòtica, rock and roll catàrtic, però és música rock al cap i a la fi. És un disc sense llançament, ja que el grup recela dels clixés del rock de sempre que un llançament dels típics evocaria». NME va posar-li un vuit sobre deu, al disc. Tot i que el crític John Mulvey tenia alguns dubtes sobre el disc, va concloure que «com a mostra documental d'una ment en procés de canvi— difuminat, insatisfet, incapaç de posar-se d'acord amb el seny, en Kurt Cobain hauria de sentir-se orgullós del disc. Com una continuació d'un dels discs més bons dels últims deu anys, encara no és al punt». En Ben Thompson, de The Independent, observà que, a pesar de la gran quantitat de cançons aspres que hi ha en el disc, «In Utero és molt més a prop de la bellesa que de ser lleig» i va afegir que «els Nirvana han deixat de fer, per sort, aquell malson de música punk rock inaudible que acostumaven a fer». Els crítics van qualificar In Utero com un dels millors llançaments de l'any. El disc es va situar a la primera i segona posició de la categoria d'àlbums segons les enquestes de final d'any de Rolling Stone i Pazz & Jop de Village Voice, respectivament. A més, The New York Times va incloure'l en la llista dels deu discs més bons de l'any. El disc va ser nominat per la categoria del Millor àlbum de música alternativa als Premis Grammy del 1994, que va guanyar el disc Zooropa d'U2.
L'octubre d'aquell mateix any, els Nirvana es van embarcar en la primera gira nord-americana de dos anys per promocionar l'àlbum. Al desembre van llançar un segon senzill al Regne Unit que consistia en un split d'All Apologies i de Rape me. El grup va començar la gira de sis setmanes per tot Europa el febrer del 1994, però la va cancel·lar després que en Cobain patís una sobredosi a Roma, el 6 de març. En Cobain va acceptar d'entrar en un programa de desintoxicació, però va desaparèixer poc després. El van trobar mort a la seva casa de Seattle el dia 8 d'abril; després de suïcidar-se d'un tret. El llançament del tercer senzill previst de In Utero, Pennyroyal Tea, es va cancel·lar després de la mort d'en Cobain. Els Nirvana es van dissoldre (tot i això van arribar a llançar algunes còpies de promoció al Regne Unit). Com que no s'havia estrenat oficialment, no va formar part de la caixa de Singles del 1995. Tres dies després de la mort d'en Cobain, el disc In Utero va passar del lloc 72 al 27 de les llistes del Billboard.
In Utero va ser un àlbum força reeixit, encara que no va arribar a les quotes de Nevermind. En produir-se el suïcidi d'en Cobain, set mesos després del llançament, In Utero havia venut prop de dos milions de discs als Estats Units. Durant les dues setmanes posteriors a la mort del cantant es van vendre 580.000 còpies de l'àlbum. L'últim àlbum d'estudi dels Nirvana va rebre cinc discos de platí de la Recording Industry Association of America pels cinc milions d'unitats venudes fins a l'octubre del 1996,
En els anys següents, In Utero va continuar recollint èxit comercial i de la crítica. El 2003 en un article de Guitar World que celebrava el desè aniversari de la sortida del disc, el biògraf d'en Cobain, el Charles R. Cross, va explicar que In Utero va ser «força més bon disc que Nevermind i que al cap de deu anys sembla que és un influent escampador de llavors, si en fixem en les bandes de l'actualitat. Si és possible que un disc que va vendre quatre milions de còpies passi desapercebut, o sigui subestimat, cal dir que In Utero és aquesta perla perduda». Aquell mateix any, Pitchfork Mitjana va situar In Utero en el lloc 13 de la seva llista dels 100 millors àlbums dels anys noranta, mentre que la revista Rolling Stone el va col·locar a la 439a posició de la llista «Els 500 millors àlbums de la història». El 2004, Blender va situar el disc en el número 94 dels seus «100 millors àlbums nord-americans de la història», mentre que el 2005, Spin va incloure In Utero en el lloc 51 dels «100 millors àlbums del període 1985-2005».

## Llista de cançons
Les cançons foren escrites per en Kurt Cobain excepte en les quals s'hi especifiquen els autors .
1. Serve the Servants – 3.36
2. Scentless Apprentice (Cobain, Dave Grohl, Krist Novoselic) – 3.48
3. Heart-Shaped Box – 4.41
4. Rape Me – 2.50
5. Frances Farmer Will Have Her Revenge on Seattle – 4.09
6. Dumb – 2.32
7. Very Ape – 1.56
8. Milk It – 3.55
9. Pennyroyal Tea – 3.37
10. Radio Friendly Unit Shifter – 4.51
11. Tourette's – 1.35
12. All Apologies – 3.51

Pista amagada incorporada en les versions estrangeres
1. Gallons of Rubbing Alcohol Flow Through the Strip (Cobain, Grohl, Novoselic) – 7.28

## Edició del vintè aniversari
Per a commemorar el vintè aniversari de l'àlbum, DGC Records va reeditar-lo en un format més ampli el 24 de setembre del 2013. Hi ha dues versions remasteritzades i remesclades del disc original, pistes addicionals les quals inclouen donem, el concert Live&Loud que el grup va fer el desembre del 1993 i les cares B originals de l'àlbum. Un dels paquets conté tres CD i un DVD (amb el concert del Live&Loud) i tres discos de vinil que es poden reproduir a 45 RPM. Per promocionar l'àlbum, es van oferir tatuatges gratis del logo dels Nirvana.

### Llista de cançons
CD 1
Original Album Remastered - B-Sides & Bonus Tracks
1. Marigold (B-side de "Heart Shaped Box") (Grohl)  – 2.34
2. Moist Vagina (B-side d'All Apologies) (2013 mix)  – 3.33
3. Sappy (2013 mix) – 3.28
4. I Hate Myself and Want to Die (B-side de Pennyroyal Tea) (2013 mix) – 2.59
5. Pennyroyal Tea (Litt 1993 mix) – 3.36
6. Heart-Shaped Box (Albini 1993 mix) – 4.42
7. All Apologies (Albini 1993 mix) – 3.58

CD 2
2013 Album Mix - Pre-Album Demos
1. Serve the Servants (2013 mix) – 3.36
2. Scentless Apprentice (2013 mix) – 3.49
3. Heart-Shaped Box (2013 mix) – 4.41
4. Rape Me (2013 mix) – 2.49
5. Frances Farmer Will Have Her Revenge on Seattle (2013 mix) – 4.12
6. Dumb (2013 mix) – 2.32
7. Very Ape (2013 mix) – 1.57
8. Milk It (2013 mix) – 3.56
9. Pennyroyal Tea (2013 mix) – 3.32
10. Radio Friendly Unit Shifter (2013 mix) – 4.51
11. tourette's (2013 mix) – 1.35
12. All Apologies (2013 mix) – 3.55
13. Scentless Apprentice (Rio demo) (Cobain, Grohl, Novoselic) – 3.54
14. Frances Farmer Will Have Her Revenge on Seattle (Laundry Room demo) – 4.33
15. Dumb (Word of Mouth demo) – 2.39
16. Very Ape (Rio demo, instrumental) – 2.21
17. Pennyroyal Tea (Word of Mouth demo) – 3.31
18. Radio Friendly Unit Shifter (Word of Mouth demo) – 2.40
19. tourette's (Word of Mouth demo) – 2.14
20. Marigold (Upland Studios demo) (Grohl) – 3.25
21. All Apologies (Music Source demo) – 4.25
22. Forgotten Tune (Rehearsal) – 2.04
23. Jam (Word of Mouth demo) (Cobain, Grohl, Novoselic) – 5.44

CD 3 & DVD
Live and Loud (Live at Pier 48, Seattle, WA – 12/13/93)
1. Radio Friendly Unit Shifter  - 4.30
2. Drain You -3.42
3. Breed -3.13
4. Serve the Servants  -3.23
5. Rapi Em  -2.39
6. Sliver -2.05
7. Pennyroyal Tea  -3.41
8. Scentless Apprentice (Cobain, Grohl, Novoselic)  -3.35
9. All Apologies -3.38
10. Heart-Shaped Box  -4.29
11. Blew -3.36
12. The Man Who Sold the World (David Bowie)  -4.34
13. School -2.40
14. come as You are -3.41
15. Lithium -4.20
16. About a Girl -2.48
17. Endless, Nameless (Cobain, Grohl, Novoselic) -13.28

DVD bonus tracks
1. "Very Ape" (Live & Loud rehearsal)
2. "Radio Friendly Unit Shifter" (Live & Loud rehearsal)
3. "Rapi Em" (Live & Loud rehearsal)
4. "Pennyroyal Tea" (Live & Loud rehearsal)
5. "Heart-Shaped Box" (Original Music Video and Director's Cut)
6. "Rapi Em" (Live on Nulle Part Ailleurs – Paris, France)
7. "Pennyroyal Tea" (Live on Nulle Part Ailleurs – Paris, France)
8. "Drain You" (Live on Nulle Part Ailleurs – Paris, France)
9. "Serve the Servants" (Live on Tunnel – Rome, Italy)
10. "Radio Friendly Unit Shifter" (Live in Munich, Germany)
11. "My Best Friend's Girl" (Ric Ocasek) (Live in Munich, Germany)
12. "Drain You" (Live in Munich, Germany)

## Posició a les llistes

### Àlbum
| Llista (1993)                      | Posició més alta | Reconeixements |
| ---------------------------------- | ---------------- | -------------- |
| Australian Albums Chart            | 2                | 2xPlatí        |
| Llista d'Àlbums d'Àustria          | 8                | Or             |
| Canadian RPM 100 Albums            | 3                | 6xPlatí        |
| Llista d'Àlbums d'Alemanya         | 14               |                |
| Llista d'Àlbums d'Hongria          | 40               |                |
| Llista d'Àlbums dels Països Baixos | 4                | Platí          |
| Llista de Nova Zelanda             | 3                | Platí          |
| Llista d'Àlbums de Noruega         | 7                |                |
| Llista d'Àlbums de Suècia          | 1                | Platí          |
| Llista de discs de Suïssa          | 16               |                |
| UK Albums Chart                    | 1                | Platí          |
| US Billboard 200                   | 1                | 5xPlatí        |
| Llista (1995)                      | Posició més alta |                |
| Llista d'Àlbums de Bèlgica         | 47               |                |

### Senzills
| Any                                          | Cançó                     | Posició més alta | Posició més alta | Posició més alta | Posició més alta | Posició més alta | Posició més alta | Posició més alta | Posició més alta | Posició més alta | Posició més alta | Posició més alta |
| Any                                          | Cançó                     | US Main          | US Mod           | AUS              | FRA              | IRL              | PBA              | NZ               | SUE              | UK               |                  |                  |
| -------------------------------------------- | ------------------------- | ---------------- | ---------------- | ---------------- | ---------------- | ---------------- | ---------------- | ---------------- | ---------------- | ---------------- | ---------------- | ---------------- |
| 1993                                         | "Heart-Shaped Box"        | 4                | 1                | 21               | 37               | 6                | 36               | 9                | 16               | 5                |                  |                  |
| 1993                                         | "All Apologies"/"Rape Me" | 4                | 1                | —                | 20               | 20               | —                | 32               | —                | 32               |                  |                  |
| "—" vol dir que no va entrar a la llista/es. |                           |                  |                  |                  |                  |                  |                  |                  |                  |                  |                  |                  |

## Participants
- Kurt Cobain – guitarrista, cantant, direcció artística, disseny, fotografia
- Krist Novoselic – baixista, cors
- Dave Grohl – bateria, cors

Convidada
- Kera Schaley – Violoncel a All Apologies i Dumb

Producció
- Steve Albini – productor, enginyer de so
- Adam Kasper – segon enginyer
- Bob Weston – tècnic
- Scott Litt – mescles
- Bob Ludwig – masterizació
- Robert Fisher – direcció artística, disseny, fotografia
- Karen Mason – fotografia
- Charles Peterson – fotografia
- Michael Lavine – fotografia
- Neil Wallace – fotografia
- Alex Grey – il·lustració